# 366 (numero)
Trecentosessantasei (366) è il numero naturale dopo il 365 e prima del 367.

## Proprietà matematiche
- È un numero pari.
- È un numero composto con i seguenti divisori: 1, 2, 3, 6, 61, 122, 183. Poiché la somma dei suoi divisori è 378 > 366, è un numero abbondante.
- È un numero sfenico.
- È un numero noncototiente.
- È un numero 26-gonale.
- È un numero congruente.
- È un numero palindromo nel sistema di numerazione posizionale a base 11 (303) e in quello a base 13 (222). In quest'ultima base è altresì un numero a cifra ripetuta.
- È parte delle terne pitagoriche (66, 360, 366), (366, 488, 610), (366, 3712, 3730), (366, 11160, 11166), (366, 33488, 33490).

## Astronomia
- 366P/Spacewatch è una cometa periodica del sistema solare.
- 366 Vincentina è un asteroide della fascia principale del sistema solare.

## Astronautica
- Cosmos 366 è un satellite artificiale russo.

## Altri ambiti
- È il numero di giorni in un anno solare bisestile.